# Rue Cailletet
La rue Cailletet est une voie située dans le 12e arrondissement de Paris, en France.

## Situation et accès
La rue Cailletet relie la partie parisienne du boulevard de la Guyane à la commune de Saint-Mandé. Elle s'interrompt au bout de 80 mètres, laissant la place à la rue Paul-Bert située dans cette ville du Val-de-Marne.

## Origine du nom

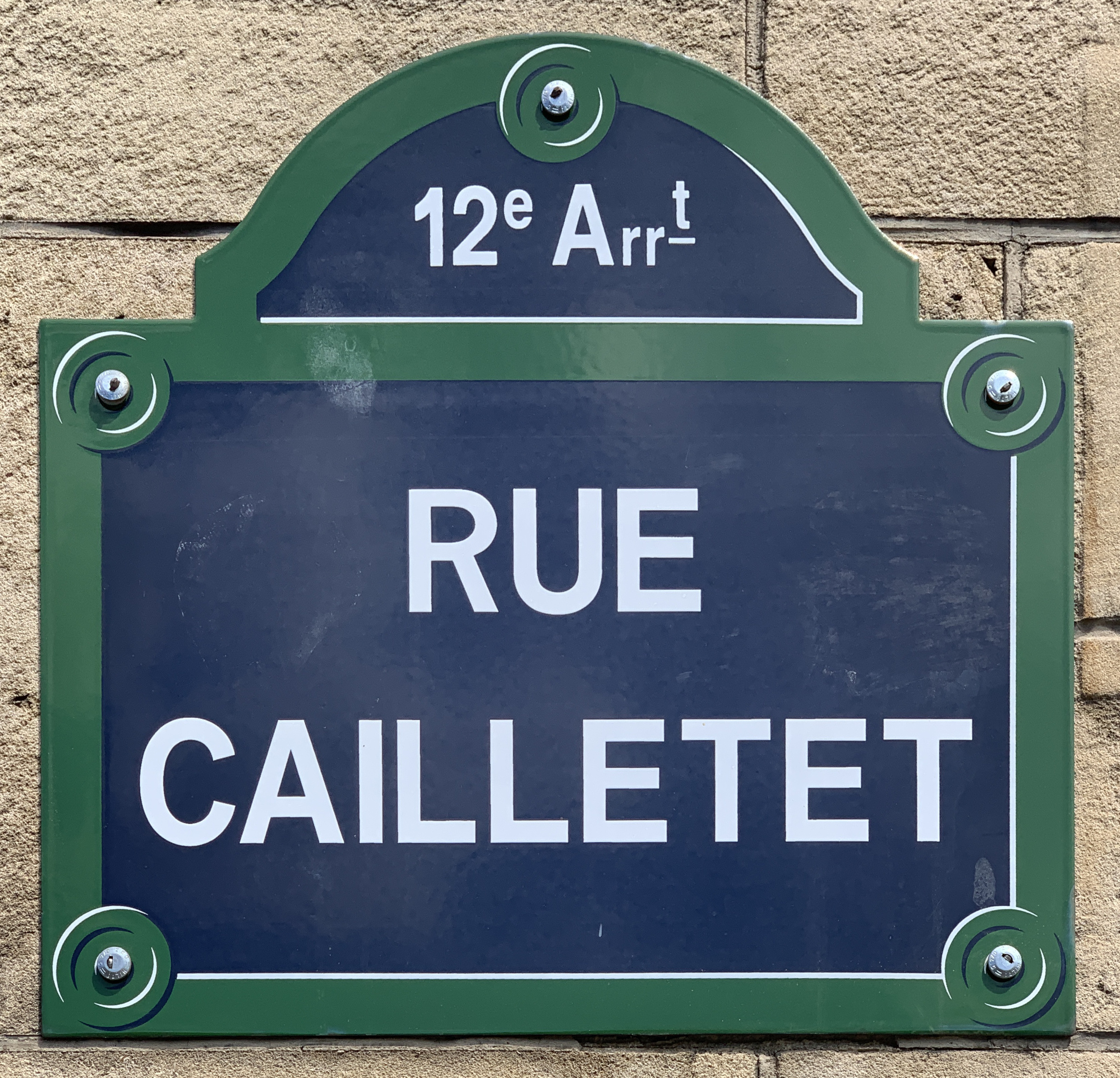
Plaque de la rue.

Elle porte le nom du physicien français Louis Paul Cailletet (1832-1913).

## Historique
La rue Cailletet est une partie de la rue Paul-Bert située sur la commune de Saint-Mandé et annexée à Paris en 1929. 
Elle s’est appelée « rue des Écoles » à la suite de la construction d’établissements scolaires, au début du XXe siècle. La partie nord a été amputée par la création du boulevard périphérique de Paris.
Elle est renommée « rue Cailletet » par arrêté du 21 avril 1931.